# Winston Reid
Winston Wiremu Reid (Auckland, 3 luglio 1988) è un ex calciatore neozelandese con cittadinanza danese, di ruolo difensore.
Ha origini maori.

## Caratteristiche tecniche
È un difensore centrale forte fisicamente, può giocare anche come terzino destro.

## Carriera

### Club
Trasferitosi in Danimarca all'età di 10 anni con la madre e il patrigno, originario di quel paese, ha cominciato a giocare a calcio nel SUB Sønderborg, prima di passare al Midtjylland, squadra che milita nella Superliga danese. Ha debuttato in prima squadra nel 2005 a 17 anni e dopo alcune buone prestazioni ha ottenuto un posto di primo piano nella rosa della squadra.
Nell'agosto del 2010 si trasferisce al West Ham Utd, con il quale firma un contratto triennale. Debutta in Premier League il 14 agosto in una sconfitta per 3-0 contro l'Aston Villa.
Milita nel club londinese fino al 14 febbraio 2020, giorno in cui (dopo 2 stagioni passate in infermeria) viene ceduto in prestito allo Sporting Kansas City in MLS.
Il 1º febbraio 2021 viene ceduto nuovamente in prestito, questa volta al Brentford.
A fine prestito fa ritorno agli hammers, con cui rescinde il proprio contratto il 21 settembre 2021.

### Nazionale
Reid ha ottenuto la cittadinanza danese nel 2006, il che gli ha consentito di essere convocato nelle nazionali giovanili danesi fino all'Under-21. Al momento di passare alla nazionale maggiore, dopo aver inizialmente dichiarato di voler continuare a giocare per la Danimarca, ha scelto di giocare per la Nuova Zelanda. Il commissario tecnico degli "All Whites", Ricki Herbert, lo ha quindi convocato per i Mondiali 2010 in Sudafrica, pur non avendolo mai visto giocare. Ha esordito con la sua nuova nazionale in un'amichevole persa 2-1 contro l'Australia, guadagnandosi subito la fiducia di Herbert e ottenendo un posto da titolare nella difesa neozelandese.
Il 15 giugno 2010 ha realizzato al 93' minuto il gol del pareggio nella partita contro la Slovacchia, primo match disputato dagli oceanici ai Mondiali 2010, regalando alla sua nazionale il suo primo punto in un Mondiale. Ha giocato dal primo minuto anche nelle altre due partite disputate dalla sua nazionale contro l'Italia e il Paraguay.

## Statistiche

### Presenze e reti nei club
Statistiche aggiornate al 5 novembre 2017.
| Stagione           | Squadra            | Campionato         | Campionato | Campionato | Coppe nazionali | Coppe nazionali | Coppe nazionali | Coppe continentali | Coppe continentali | Coppe continentali | Altre coppe | Altre coppe | Altre coppe | Totale | Totale |
| Stagione           | Squadra            | Comp               | Pres       | Reti       | Comp            | Pres            | Reti            | Comp               | Pres               | Reti               | Comp        | Pres        | Reti        | Pres   | Reti   |
| ------------------ | ------------------ | ------------------ | ---------- | ---------- | --------------- | --------------- | --------------- | ------------------ | ------------------ | ------------------ | ----------- | ----------- | ----------- | ------ | ------ |
| 2005-2006          | Midtjylland        | SL                 | 9          | 0          | CD              | 0               | 0               | -                  | -                  | -                  | -           | -           | -           | 9      | 0      |
| 2006-2007          | Midtjylland        | SL                 | 11         | 0          | CD              | 0               | 0               | -                  | -                  | -                  | -           | -           | -           | 11     | 0      |
| 2007-2008          | Midtjylland        | SL                 | 9          | 0          | CD              | 0               | 0               | -                  | -                  | -                  | -           | -           | -           | 9      | 0      |
| 2008-2009          | Midtjylland        | SL                 | 25         | 2          | CD              | 1               | 0               | UEL                | 3                  | 1                  | -           | -           | -           | 29     | 3      |
| 2009-2010          | Midtjylland        | SL                 | 29         | 0          | CD              | 3               | 0               | -                  | -                  | -                  | -           | -           | -           | 32     | 0      |
| ago. 2010          | Midtjylland        | SL                 | 1          | 0          | CD              | 0               | 0               | -                  | -                  | -                  | -           | -           | -           | 1      | 0      |
| Totale Midtjylland | Totale Midtjylland | Totale Midtjylland | 84         | 2          |                 | 4               | 0               |                    | 3                  | 1                  |             | -           | -           | 91     | 3      |
| 2010-2011          | West Ham Utd       | PL                 | 7          | 0          | FACup+CdL       | 3+2             | 1+0             | -                  | -                  | -                  | -           | -           | -           | 12     | 1      |
| 2011-2012          | West Ham Utd       | FLC                | 28+3       | 3          | FACup+CdL       | 1+1             | 0               | -                  | -                  | -                  | -           | -           | -           | 33     | 3      |
| 2012-2013          | West Ham Utd       | PL                 | 36         | 1          | FACup+CdL       | 1+0             | 0               | -                  | -                  | -                  | -           | -           | -           | 37     | 1      |
| 2013-2014          | West Ham Utd       | PL                 | 22         | 1          | FACup+CdL       | 0+0             | 0               | -                  | -                  | -                  | -           | -           | -           | 22     | 1      |
| 2014-2015          | West Ham Utd       | PL                 | 30         | 1          | FACup+CdL       | 2+1             | 0               | -                  | -                  | -                  | -           | -           | -           | 33     | 1      |
| 2015-2016          | West Ham Utd       | PL                 | 24         | 1          | FACup+CdL       | 4+1             | 0               | UEL                | 1                  | 0                  | -           | -           | -           | 30     | 1      |
| 2016-2017          | West Ham Utd       | PL                 | 30         | 2          | FACup+CdL       | 1+2             | 0               | UEL                | 3                  | 0                  | -           | -           | -           | 36     | 2      |
| 2017-2018          | West Ham Utd       | PL                 | 18         | 0          | FACup+CdL       | 1+1             | 0               | -                  | -                  | -                  | -           | -           | -           | 20     | 0      |
| Totale West Ham    | Totale West Ham    | Totale West Ham    | 195+3      | 9          |                 | 21              | 1               |                    | 4                  | 0                  |             | -           | -           | 223    | 10     |
| Totale carriera    | Totale carriera    | Totale carriera    | 279+3      | 11         |                 | 25              | 1               |                    | 7                  | 1                  |             | -           | -           | 314    | 13     |

### Cronologia presenze e reti in nazionale
| Cronologia completa delle presenze e delle reti in nazionale ― Nuova Zelanda | Cronologia completa delle presenze e delle reti in nazionale ― Nuova Zelanda | Cronologia completa delle presenze e delle reti in nazionale ― Nuova Zelanda | Cronologia completa delle presenze e delle reti in nazionale ― Nuova Zelanda | Cronologia completa delle presenze e delle reti in nazionale ― Nuova Zelanda | Cronologia completa delle presenze e delle reti in nazionale ― Nuova Zelanda | Cronologia completa delle presenze e delle reti in nazionale ― Nuova Zelanda | Cronologia completa delle presenze e delle reti in nazionale ― Nuova Zelanda |
| Data                                                                         | Città                                                                        | In casa                                                                      | Risultato                                                                    | Ospiti                                                                       | Competizione                                                                 | Reti                                                                         | Note                                                                         |
| ---------------------------------------------------------------------------- | ---------------------------------------------------------------------------- | ---------------------------------------------------------------------------- | ---------------------------------------------------------------------------- | ---------------------------------------------------------------------------- | ---------------------------------------------------------------------------- | ---------------------------------------------------------------------------- | ---------------------------------------------------------------------------- |
| 24-5-2010                                                                    | Melbourne                                                                    | Australia                                                                    | 2 – 1                                                                        | Nuova Zelanda                                                                | Amichevole                                                                   | -                                                                            | 33’                                                                          |
| 29-5-2010                                                                    | Klagenfurt am Wörthersee                                                     | Nuova Zelanda                                                                | 1 – 0                                                                        | Serbia                                                                       | Amichevole                                                                   | -                                                                            |                                                                              |
| 4-6-2010                                                                     | Maribor                                                                      | Slovenia                                                                     | 3 – 1                                                                        | Nuova Zelanda                                                                | Amichevole                                                                   | -                                                                            | 29’                                                                          |
| 15-6-2010                                                                    | Rustenburg                                                                   | Nuova Zelanda                                                                | 1 – 1                                                                        | Slovacchia                                                                   | Mondiali 2010 - 1º turno                                                     | 1                                                                            | 90+4’                                                                        |
| 20-6-2010                                                                    | Nelspruit                                                                    | Nuova Zelanda                                                                | 1 – 1                                                                        | Italia                                                                       | Mondiali 2010 - 1º turno                                                     | -                                                                            |                                                                              |
| 24-6-2010                                                                    | Polokwane                                                                    | Nuova Zelanda                                                                | 0 – 0                                                                        | Paraguay                                                                     | Mondiali 2010 - 1º turno                                                     | -                                                                            |                                                                              |
| 9-10-2010                                                                    | Auckland                                                                     | Nuova Zelanda                                                                | 1 – 1                                                                        | Honduras                                                                     | Amichevole                                                                   | -                                                                            | 27’                                                                          |
| 12-10-2010                                                                   | Wellington                                                                   | Nuova Zelanda                                                                | 0 – 2                                                                        | Paraguay                                                                     | Amichevole                                                                   | -                                                                            | 90’                                                                          |
| 1-6-2011                                                                     | Denver                                                                       | Messico                                                                      | 3 – 0                                                                        | Nuova Zelanda                                                                | Amichevole                                                                   | -                                                                            |                                                                              |
| 29-2-2012                                                                    | Auckland                                                                     | Nuova Zelanda                                                                | 2 – 3                                                                        | Giamaica                                                                     | Amichevole                                                                   | -                                                                            | 46’                                                                          |
| 7-9-2012                                                                     | Numea                                                                        | Nuova Caledonia                                                              | 0 – 2                                                                        | Nuova Zelanda                                                                | Qual. Mondiali 2014                                                          | -                                                                            | 72’                                                                          |
| 11-9-2012                                                                    | Auckland                                                                     | Nuova Zelanda                                                                | 6 – 1                                                                        | Isole Salomone                                                               | Qual. Mondiali 2014                                                          | -                                                                            |                                                                              |
| 14-11-2012                                                                   | Shanghai                                                                     | Cina                                                                         | 1 – 1                                                                        | Nuova Zelanda                                                                | Amichevole                                                                   | -                                                                            | 35’ 77’                                                                      |
| 22-3-2013                                                                    | Dunedin                                                                      | Nuova Zelanda                                                                | 2 – 1                                                                        | Nuova Caledonia                                                              | Amichevole                                                                   | -                                                                            |                                                                              |
| 5-9-2013                                                                     | Riyad                                                                        | Arabia Saudita                                                               | 0 – 1                                                                        | Nuova Zelanda                                                                | Amichevole                                                                   | -                                                                            | cap.                                                                         |
| 9-9-2013                                                                     | Riyad                                                                        | Nuova Zelanda                                                                | 0 – 2                                                                        | Emirati Arabi Uniti                                                          | Amichevole                                                                   | -                                                                            | cap.                                                                         |
| 15-10-2013                                                                   | Port of Spain                                                                | Trinidad e Tobago                                                            | 0 – 0                                                                        | Nuova Zelanda                                                                | Amichevole                                                                   | -                                                                            | cap.                                                                         |
| 8-9-2014                                                                     | Tashkent                                                                     | Uzbekistan                                                                   | 3 – 1                                                                        | Nuova Zelanda                                                                | Amichevole                                                                   | -                                                                            | cap.                                                                         |
| 7-9-2015                                                                     | Yangon                                                                       | Birmania                                                                     | 1 – 1                                                                        | Nuova Zelanda                                                                | Amichevole                                                                   | -                                                                            | cap.                                                                         |
| 9-10-2016                                                                    | Nashville                                                                    | Messico                                                                      | 2 – 1                                                                        | Nuova Zelanda                                                                | Amichevole                                                                   | -                                                                            | cap.                                                                         |
| 11-10-2016                                                                   | Washington                                                                   | Stati Uniti                                                                  | 1 – 1                                                                        | Nuova Zelanda                                                                | Amichevole                                                                   | -                                                                            | cap. 74’                                                                     |
| 6-10-2017                                                                    | Toyota                                                                       | Giappone                                                                     | 2 – 1                                                                        | Nuova Zelanda                                                                | Amichevole                                                                   | -                                                                            | cap.                                                                         |
| 11-11-2017                                                                   | Wellington                                                                   | Nuova Zelanda                                                                | 0 – 0                                                                        | Perù                                                                         | Qual. Mondiali 2018                                                          | -                                                                            | cap.                                                                         |
| 16-11-2017                                                                   | Lima                                                                         | Perù                                                                         | 2 – 0                                                                        | Nuova Zelanda                                                                | Qual. Mondiali 2018                                                          | -                                                                            | cap.                                                                         |
| 14-11-2019                                                                   | Dublino                                                                      | Irlanda                                                                      | 3 – 1                                                                        | Nuova Zelanda                                                                | Amichevole                                                                   | -                                                                            | cap. 46’                                                                     |
| 16-11-2021                                                                   | Abu Dhabi                                                                    | Nuova Zelanda                                                                | 2 – 0                                                                        | Gambia                                                                       | Amichevole                                                                   | -                                                                            | cap. 58’                                                                     |
| 28-1-2022                                                                    | Abu Dhabi                                                                    | Giordania                                                                    | 3 – 1                                                                        | Nuova Zelanda                                                                | Amichevole                                                                   | -                                                                            | cap. 69’                                                                     |
| 18-3-2022                                                                    | Doha                                                                         | Papua Nuova Guinea                                                           | 0 – 1                                                                        | Nuova Zelanda                                                                | Qual. Mondiali 2022                                                          | -                                                                            | cap.                                                                         |
| 21-3-2022                                                                    | Doha                                                                         | Nuova Zelanda                                                                | 4 – 0                                                                        | Figi                                                                         | Qual. Mondiali 2022                                                          | -                                                                            | cap. 82’                                                                     |
| 5-6-2022                                                                     | Cornellà de Llobregat                                                        | Perù                                                                         | 1 – 0                                                                        | Nuova Zelanda                                                                | Amichevole                                                                   | -                                                                            | cap. 58’ 81’                                                                 |
| 14-6-2022                                                                    | Ar Rayyan                                                                    | Costa Rica                                                                   | 1 – 0                                                                        | Nuova Zelanda                                                                | Qual. Mondiali 2022                                                          | -                                                                            | cap. 70’ 72’                                                                 |
| 25-9-2022                                                                    | Auckland                                                                     | Nuova Zelanda                                                                | 0 – 2                                                                        | Australia                                                                    | Amichevole                                                                   | -                                                                            |                                                                              |
| Totale                                                                       |                                                                              | Presenze                                                                     | 33                                                                           |                                                                              | Reti                                                                         | 1                                                                            |                                                                              |